# والت دیزنی پیکچرز
والت دیزنی پیکچرز (به انگلیسی: Walt Disney Pictures) یک استودیوی تولید فیلم آمریکایی و بخشی از استودیوهای والت دیزنی، متعلق به شرکت والت دیزنی است. این استودیو فیلم‌های لایو اکشن را در استودیوهای والت دیزنی در بربنک، کالیفرنیا تولید می‌کند. فیلم‌های پویانمایی تولیدشده توسط استودیو انیمیشن والت دیزنی و استودیوهای انیمیشن پیکسار همچنین در زیر بنر این استودیو منتشر می‌شوند. توزیع و بازاریابی فیلم‌های تولید شده توسط این استودیو برعهده استودیو سینمایی والت دیزنی است.
دیزنی در دههٔ ۱۹۵۰ شروع به تولید فیلم‌های لایو اکشن کرد و آنها را تحت نام همه جانبهٔ شرکت، والت دیزنی پروداکشنز توزیع کرد. بخش لایو اکشن، نام فعلی خود را در ۱۹۸۳، پس از دوباره-سازمان‌دهی کلی استودیوهای دیزنی، دریافت کرد؛ که شامل جدایی از بخش پویانمایی و ایجاد تاچ‌استون پیکچرز پس از آن شد؛ یک بخش خواهر که مسئول تولید فیلم‌های بالغ است که برای انتشار از طریق تصاویر والت دیزنی مناسب دیده نمی‌شود. در پایان آن دهه، همراه با فیلم‌های تاچ‌استون، والت دیزنی پیکچرز به یکی از استودیوهای بزرگ فیلم در هالیوود تبدیل شد.
والت دیزنی پیکچرز در حال حاضر یکی از پنج استودیوی فیلم لایو اکشن در استودیو والت دیزنی است، استودیوهای دیگر شامل استودیو قرن بیستم، مارول استودیوز، لوکاس فیلم و سرچلایت پیکچرز می‌باشند. بازسازی ۲۰۱۹ از شیرشاه پرفروش‌ترین فیلم این استودیو در سراسر جهان با ۱٫۶ میلیارد دلار است، و دزدان دریایی کارائیب موفق‌ترین سری فیلم این استودیو است که درآمد کلی پنج فیلم بیش از ۴٫۵ میلیارد در سراسر جهان است.

## فیلم‌شناسی

### فیلم‌هایپی‌جی ۱۳
- دزدان دریایی کارائیب: نفرین مروارید سیاه (۲۰۰۳)
- دزدان دریایی کارائیب: صندوقچه مرد مرده (۲۰۰۶)
- دزدان دریایی کارائیب: پایان جهان (۲۰۰۷)
- شن‌های زمان (۲۰۱۰)
- دزدان دریایی کارائیب: سوار بر امواج ناشناخته (۲۰۱۱)
- جان کارتر (۲۰۱۲)
- رنجر تنها (۲۰۱۳)
- نجات آقای بنکس (۲۰۱۳)
- بهترین ساعات (۲۰۱۶)
- دزدان دریایی کارائیب: مردگان حکایت نمی‌کنند (۲۰۱۷)
- همیلتون (۲۰۲۰)
- مولان (۲۰۲۰)
- کروئلا (۲۰۲۱)
- گشت‌وگذار در جنگل (۲۰۲۱)

### مجموعه فیلم و فرانچایز
| عناوین                    | تاریخ‌های عرضه                    | یادداشت |
| ------------------------- | -------------------------------- | --- |
| میکی ماوس و دوستان        | ۱۹۲۸–اکنون                       | تولید مشترک با استودیو انیمیشن والت دیزنی، دیزنی تون استودیوز، و انیمیشن تلویزیونی دیزنی |
| سفید برفی و هفت کوتوله    | ۱۹۳۷–اکنون                       | تولید مشترک با استودیو انیمیشن والت دیزنی |
| فانتازیا                  | ۱۹۴۰–۲۰۱۸                        | تولید مشترک با استودیو انیمیشن والت دیزنی، جری بروکهایمر فیلمز (شاگرد جادوگر), فیلم‌شناسی نیکلاس کیج (شاگرد جادوگر), بروکن رود پروداکشنز (شاگرد جادوگر) و شرکت مارک گوردون (فندق‌شکن و چهار قلمرو)                                              |
| دامبو                     | ۱۹۴۱–۲۰۱۹                        | تولید مشترک با استودیو انیمیشن والت دیزنی (دامبو), تولیدات تیم برتون (دامبو), اینفینیت دیتکتیو پروداکشنز (دامبو) و سیکرت ماشین انترتینمنت(دامبو)                                                                                              |
| بامبی                     | ۱۹۴۲–۲۰۰۶; TBA                   | تولید مشترک با استودیو انیمیشن والت دیزنی (بامبی) و دیزنی تون استودیوز (بامبی ۲) |
| سلام برادران              | ۱۹۴۳–۲۰۱۸                        | تولید مشترک با استودیو انیمیشن والت دیزنی |
| معدن موسیقی               | ۱۹۴۶–۱۹۵۴                        | تولید مشترک با استودیو انیمیشن والت دیزنی |
| سیندرلا                   | ۱۹۵۰–۲۰۱۵                        | تولید مشترک با استودیو انیمیشن والت دیزنی (سیندرلا), انیمیشن تلویزیونی دیزنی (سیندرلا ۲: رؤیاها به حقیقت می‌پیوندند), دیزنی تون استودیوز (دنباله‌های پویانمایی), ژانر کینبرگ (سیندرلا), تولیدات آلیسون شیرمور (سیندرلا) و دیوید بارون (سیندرلا) |
| آلیس در سرزمین عجایب      | ۱۹۵۱–۲۰۱۶                        | تولید مشترک با استودیو انیمیشن والت دیزنی (آلیس در سرزمین عجایب), راث فیلم (فیلم‌های لایو اکشن),تیم تاد (فیلم‌های لایو اکشن), شرکت زانوک (آلیس در سرزمین عجایب) و تولیدات تیم برتون (آلیس در آن‌سوی آینه)                                        |
| پیتر پن                   | ۱۹۵۳-اکنون                       | تولید مشترک با استودیو انیمیشن والت دیزنی (پیتر پن), دیزنی تون استودیوز (بازگشت به نورلند), آ. فیلم پروداکشنز (بازگشت به نورلند), روث/کیرشنباوم فیلمز (پیتر پن و وندی) و وی‌تیکر انترتینمنت (پیتر پن و وندی)                                   |
| بانو و ولگرد              | ۱۹۵۵–۲۰۰۱; ۲۰۱۹                  | تولید مشترک با استودیو انیمیشن والت دیزنی (بانو و ولگرد), دیزنی تون استودیوز (بانو و ولگرد ۲: ماجراجویی اسکمپ) و تیلور مید (بانو و ولگرد) |
| زیبای خفته مالفیسنت       | ۱۹۵۹–اکنون ۲۰۱۴-اکنون (مالفیسنت) | تولید مشترک با استودیو انیمیشن والت دیزنی (زیبای خفته) و روث/کیرشنباوم فیلمز (فیلم‌های مالفیسنت) |
| سگ پشمالو                 | ۱۹۵۹–۱۹۷۶; ۲۰۰۶                  | تولید مشترک با مندویل فیلمز (سگ پشمالو), تولیدات تولین/رابینز (سگ پشمالو), باکسینگ کت فیلمز (سگ پشمالو), رابرت سایموندز (سگ پشمالو) و شگی داگ پروداکشنز (سگ پشمالو)                                                                           |
| صد و یک سگ خالدار         | ۱۹۶۱-اکنون                       | تولید مشترک با استودیو انیمیشن والت دیزنی (صد و یک سگ خالدار), جان هیوز (۱۰۱ سگ خالدار), دیزنی تون استودیوز (۱۰۱ سگ خالدار ۲), گان فیلم (کروئلا) و مارک پلت (کروئلا)                                                                          |
| پروفسور سربه‌هوا           | ۱۹۶۱–۱۹۹۷                        | تولید مشترک با جان هیوز (فلابر) |
| دام والدین                | ۱۹۶۱–۱۹۹۸; TBA                   | |
| سفر باور نکردنی           | ۱۹۶۳–۱۹۹۶                        | |
| مری پاپینز                | ۱۹۶۴–۲۰۱۸                        | تولید مشترک با تولیدات لوکامار (بازگشت مری پاپینز) و مارک پلت (بازگشت مری پاپینز) |
| وینی د پو                 | ۱۹۶۶–اکنون                       | تولید مشترک با استودیو انیمیشن والت دیزنی (ماجراهای بسیار وینی پوو وینی د پو), دیزنی تون استودیوز (ماجرای تیگر، فیلم بزرگ خوکچه و ماجرای پو و هفالومپ) و مارک فورستر (کریستوفر رابین)                                                         |
| کتاب جنگل                 | ۱۹۶۷–اکنون                       | تولید مشترک با استودیو انیمیشن والت دیزنی (کتاب جنگل), بالو پروداکشنز (کتاب جنگل), جانگل بوک فیلمز (کتاب جنگل), دیزنی تون استودیوز (کتاب جنگل ۲) و جان فاورو (کتاب جنگل)                                                                      |
| هربی                      | ۱۹۶۸–۱۹۸۰; ۱۹۹۷; ۲۰۰۵            | تولید مشترک با رابرت سایموندز (هربی پرواز می‌کند) |
| دکستر رایلی               | ۱۹۶۹–۱۹۷۵                        | |
| کوه جادوگر                | 1975-1982; 1995; 2009; TBA       | تولید مشترک با گان فیلم (مسابقه تا کوه جادوگران) |
| جمعه عجیب و غریب          | ۱۹۷۶–۲۰۱۸                        | تولید مشترک با گان فیلم (جمعه عجیب) |
| نجات‌دهندگان               | ۱۹۷۷–۱۹۹۰                        | تولید مشترک با استودیو انیمیشن والت دیزنیو سیلور اسکرین پارتنرز (امدادگران: مأموریت زیرزمینی) |
| روباه و سگ شکاری          | ۱۹۸۱–۲۰۰۶                        | تولید مشترک با استودیو انیمیشن والت دیزنی (روباه و سگ شکاری) و دیزنی تون استودیوز (روباه و سگ شکاری ۲) |
| ترون                      | ۱۹۸۲-اکنون                       | تولید مشترک با لیزبرگر/کوشنر پروداکشنز (ترون) و شان بیلی (ترون: میراث) |
| عزیزم، بچه‌ها را کوچک کردم | ۱۹۸۹-اکنون                       | تولید مشترک با سیلور اسکرین پارتنرز (عزیزم، بچه‌ها را کوچک کردم), تاچ‌وود پسیفیک پارتنرز (عزیزم، بچه را بزرگ کردم) و مندویل فیلمز (کوچک‌شده) |
| پری دریایی کوچک           | ۱۹۸۹-اکنون                       | تولید مشترک با استودیو انیمیشن والت دیزنی (پری دریایی کوچولو), دیزنی تون استودیوز (دنباله‌های پویانمایی), تولیدات لوکامار (پری دریایی کوچولو), مارک پلت (پری دریایی کوچولو) و لین-منوئل میرندا (پری دریایی کوچولو)                             |
| سپیددندان                 | ۱۹۹۱–۱۹۹۴                        | تولید مشترک با سیلور اسکرین پارتنرز (سپیددندان) و هایبرید پروداکشنز (سپیددندان) |
| دیو و دلبر                | ۱۹۹۱–اکنون                       | تولید مشترک با استودیو انیمیشن والت دیزنی (دیو و دلبر), سیلور اسکرین پارتنرز (دیو و دلبر), انیمیشن تلویزیونی دیزنی (دنباله‌های پویانمایی) و مندویل فیلمز (دیو و دلبر)                                                                          |
| اردک‌های قدرتمند           | ۱۹۹۲-اکنون                       | تولید مشترک با آوونت کرنر پروداشکنز و تاچ‌وود پسیفیک پارتنرز (اردک‌های قدرتمند) |
| علاءالدین                 | ۱۹۹۲-اکنون                       | تولید مشترک با استودیو انیمیشن والت دیزنی (علاءالدین), انیمیشن تلویزیونی دیزنی (دنباله‌ها) و رایدبک (علاءالدین) |
| شیرشاه                    | ۱۹۹۴–اکنون                       | تولید مشترک با استودیو انیمیشن والت دیزنی (شیرشاه), انیمیشن تلویزیونی دیزنی (شیرشاه ۲: پادشاهی سیمبا), دیزنی تون استودیوز (شیرشاه یک و نیم) و جان فاورو (فیلم‌های لایو اکشن)                                                                   |
| بابا نوئل                 | ۱۹۹۴–۲۰۰۶                        | تولید مشترک با هالیوود پیکچرز (بابا نوئل), اوت‌لا پروداشکنز و باکسینگ کت فیلمز (دنباله‌ها) |
| پوکاهونتاس                | ۱۹۹۵–۱۹۹۸                        | تولید مشترک با استودیو انیمیشن والت دیزنی (پوکاهانتس) و انیمیشن تلویزیونی دیزنی (پوکاهانتس ۲: سفر به یک دنیای جدید) |
| داستان اسباب‌بازی          | ۱۹۹۵–اکنون                       | تولید مشترک با پیکسار |
| گوژپشت نوتردام            | ۱۹۹۶–۲۰۰۲; TBA                   | تولید مشترک با استودیو انیمیشن والت دیزنی (گوژپشت نتردام), انیمیشن تلویزیونی دیزنی (گوژپشت نتردام ۲) و مندویل فیلمز (گوژپشت نتردام) |
| هرکول                     | ۱۹۹۷–۱۹۹۹; TBA                   | تولید مشترک با استودیو انیمیشن والت دیزنی |
| مولان                     | ۱۹۹۸–۲۰۲۰; TBA                   | تولید مشترک با استودیو انیمیشن والت دیزنی (مولان), دیزنی تون استودیوز (مولان ۲), جیسون تی رید پروداشکنز (مولان) و گود فیر پروداشکنز (مولان)                                                                                                   |
| تارزان                    | ۱۹۹۹–۲۰۰۵                        | تولید مشترک با استودیو انیمیشن والت دیزنی (تارزان), انیمیشن تلویزیونی دیزنی (تارزان و جین) و دیزنی تون استودیوز (تارزان ۲) |
| زندگی جدید امپراتور       | ۲۰۰۰–۲۰۰۸                        | تولید مشترک با استودیو انیمیشن والت دیزنی (زندگی جدید امپراتور) و دیزنی تون استودیوز (زندگی جدید کرانک) |
| آتلانتیس                  | ۲۰۰۱–۲۰۰۳; TBA                   | تولید مشترک با استودیو انیمیشن والت دیزنی (آتلانتیس: امپراتوری گم‌شده), دیزنی تون استودیوز (آتلانتیس: بازگشت میلو) و انیمیشن تلویزیونی دیزنی (آتلانتیس: بازگشت میلو)                                                                           |
| دفتر خاطرات شاهدخت        | ۲۰۰۱–۲۰۰۴; TBA                   | تولید مشترک با ویتنی هیوستون (دفتر خاطرات شاهدخت), شوندالند (دفتر خاطرات شاهدخت ۲: نامزدی سلطنتی) و مارتین چیس پروداشکنز (دفتر خاطرات شاهدخت ۲: نامزدی سلطنتی)                                                                                |
| شرکت هیولاها              | ۲۰۰۱–اکنون                       | تولید مشترک با پیکسار |
| لیلو و استیچ              | ۲۰۰۲–اکنون                       | تولید مشترک با استودیو انیمیشن والت دیزنی (لیلو و استیچ), انیمیشن تلویزیونی دیزنی (استیچ! و لروی و استیچ), دیزنی تون استودیوز (لیلو و استیچ ۲: مشکل استیچ) و رایدبک (لیلو و استیچ)                                                            |
| در جستجوی نمو             | ۲۰۰۳–اکنون                       | تولید مشترک با پیکسار |
| دزدان دریایی کارائیب      | ۲۰۰۳–اکنون                       | تولید مشترک با جری بروکهایمر فیلمز |
| برادر خرس                 | ۲۰۰۳–۲۰۰۶                        | تولید مشترک با استودیو انیمیشن والت دیزنی (برادر خرس) و دیزنی تون استودیوز (برادر خرس ۲) |
| خانه‌ای در مزرعه           | ۲۰۰۴–۲۰۰۴                        | تولید مشترک با استودیو انیمیشن والت دیزنی |
| شگفت‌انگیزان               | ۲۰۰۴–اکنون                       | تولید مشترک با پیکسار |
| گنجینه ملی                | ۲۰۰۴–اکنون                       | تولید مشترک با جری بروکهایمر فیلمز، جانکشن انترتینمنت و فیلم‌شناسی نیکلاس کیج |
| سرگذشت نارنیا             | ۲۰۰۵–۲۰۰۸                        | تولید مشترک با رسانه والدن |
| ماشین‌ها هواپیماها         | ۲۰۰۶–اکنون ۲۰۱۳–۲۰۱۴ (هواپیماها) | تولید مشترک با پیکسارو دیزنی تون استودیوز (فیلم‌های هواپیماها) |
| افسون‌زده                  | ۲۰۰۷-اکنون                       | تولید مشترک با بری ساننفلد، جوزفسون انترتینمنت و اندالاسیا پروداشکنز |
| تینکربل                   | ۲۰۰۸–۲۰۱۵                        | تولید مشترک با دیزنی تون استودیوز |
| تیزپا                     | ۲۰۰۸–۲۰۰۹                        | تولید مشترک با استودیو انیمیشن والت دیزنی |
| شاهدخت و قورباغه          | ۲۰۰۹–اکنون                       | تولید مشترک با استودیو انیمیشن والت دیزنی |
| گیسوکمند                  | ۲۰۱۰–۲۰۲۰                        | تولید مشترک با استودیو انیمیشن والت دیزنی |
| رالف خرابکار              | ۲۰۱۲–۲۰۱۸; TBA                   | تولید مشترک با استودیو انیمیشن والت دیزنی |
| یخ‌زده                     | ۲۰۱۳–اکنون                       | تولید مشترک با استودیو انیمیشن والت دیزنی |
| شش قهرمان بزرگ            | ۲۰۱۴–اکنون                       | تولید مشترک با استودیو انیمیشن والت دیزنی |
| زوتوپیا                   | ۲۰۱۶-اکنون                       | تولید مشترک با استودیو انیمیشن والت دیزنی |
| موانا                     | ۲۰۱۶-اکنون                       | تولید مشترک با استودیو انیمیشن والت دیزنی |
| آخرین جنگجو               | ۲۰۱۷-اکنون                       | تولید مشترک با یلو، بلک اند وایت |
| دختر ستاره‌ای              | ۲۰۲۰-اکنون                       | تولید مشترک با گاتم گروپ و هان‌اسکیپ انترتینمنت |